# Sankt Nicolaus Kilde
Sankt Nicolaus Kilde är en källa i Århus, Danmark.   Den ligger i Region Mittjylland, i den centrala delen av landet, 150 km väster om Köpenhamn. Sankt Nicolaus Kilde ligger 5 meter över havet.